# Петрофизика
Петрофи́зика (физика горных пород) — прикладной раздел наук о Земле, находящийся на стыке геологии (петрологии, литологии, наук о полезных ископаемых, гидрогеологии, инженерной геологии, геокриологии и др.), геофизики (глубинной, региональной, разведочной, инженерной, экологической), а также физических исследований Земли и физики вещества. Петрофизика изучает различные физические свойства горных пород, взаимосвязи их между собой и с физическими полями Земли.
В «западной» терминологии петрофизика — более широкое понятие и включает интерпретацию данных геофизических исследований скважин (ГИС) и сейсморазведки.

## Основные разделы петрофизики
- исследования природы каждого из многочисленных геофизических свойств горных пород, их зависимости от естественных и техногенных факторов;
- построение физической модели среды как непосредственно через измеренные свойства, так и по данным физико-математической интерпретации результатов различных геофизических методов;
- построение физико-геологических моделей среды (ФГМ) в ходе геологического истолкования геофизических материалов. Физические свойства горных пород определяются прежде всего свойствами составляющих их фаз, их количественным соотношением в породе и взаимодействием. Такие физические свойства твердой фазы, как плотность, магнитные, электрические, упругие, тепловые, ядерные, определяются, в основном, атомным строением химических элементов минералов, из которых состоит порода, соотношением твердой, жидкой и газообразной фаз, температурой и зависят от геологических факторов: термодинамических условий образования магматических пород, степени их метаморфизма, условий накопления осадочных пород, структурно-текстурных особенностей массивов пород. Используемые в геофизике физические поля Земли определяются перечисленными геофизическими свойствами горных пород.

Существующие классификации горных пород, в основу которых положен их минеральный и химический состав, отличаются от петрофизических, основанных на фазовых состояниях горных пород.